# Спірін Юрій Леонідович
Юрій Леонідович Спірін (нар. 11 квітня 1930, с. Поздни) — доктор хімічних наук, професор. відомий вчений у галузі хімії високомолекулярних сполук.

## Біографія
Ю. Л. Спірін народився 11 квітня 1930 р. в с. Поздни Луховського району Іванівської області. Вищу освіту здобув на хімічному факультеті Горьківського державного університету за спеціальністю фізична хімія, де йому була надана кваліфікація хіміка-дослідника. Після закінчення університету працював на посаді молодшого наукового співробітника на підприємстві (м. Дзержинськ) і в Науково-дослідному фізико-хімічному інституті ім. Л. Я. Карпова (НДФХІ) (м. Москва).
В лабораторії полімеризаційних процесів НДФХІ під керівництвом академіка Сергія Медведєва в 1955—1962 рр. Ю. Л. Спірін проводив дослідження механізму аніонної полімеризації мономерів при ініціюванні літійалкілами, результати яких були узагальнені ним у кандидатській дисертації, захищеній у 1962 р. З 1963 р. Ю. Л. Спірін працює в Інституті хімії полімерів і мономерів АН УРСР на посаді старшого наукового співробітника лабораторії термостійких полімерів. В 1965 р. йому присвоєно вчене звання старшого наукового співробітника за спеціальністю хімія високомолекулярних сполук. З 1965 р. завідувач відділом олігомерів Інституту хімії високомолекулярних сполук АН УРСР. У 1972 р. захистив докторську дисертацію «Донорно-акцепторні ефекти в радикальній та координаційно-аніонній полімеризації». Вчене звання професора йому присвоєно 1974 року.

## Науковий доробок
Юрій Леонідович зробив суттєвий вклад у розвиток теорії радикальних та аніонних реакцій полімеризації. Результати проведених у цьому напрямі досліджень узагальнені ним у монографії «Реакції полімеризації» (1977 р.), де на прикладах, характерних для хімії високомолекулярних сполук, проаналізовані механізми радикальних, аніонних, координаційно-аніонних, катіонних і молекулярних реакцій, розглянуто вплив середовища та комплексоутворення на їх перебіг. Під його керівництвом у відділі олігомерів проведено дослідження із синтезу реакційноздатних олігомерів, олігодієнів з кінцевими функціональними групами, олігоуретанакрилатів і вивчення їхніх властивостей і закономірностей хімічного формування композиційних полімерних матеріалів на їх основі. Він розпочав дослідження в новому важливому з практичної точки зору напрямку хімії олігомерів — фотохімічно ініційована полімеризація олігомерів та їх композитів.

Ним опубліковано понад 100 наукових праць, серед яких 20 винаходів. Під керівництвом Ю. Л. Спіріна захищено 7 кандидатських дисертацій.

## Вибрані публікації

### Монографії
- 1. Спирин Ю. Л. Реакции полимеризации. — Киев: Наук. думка, — 1977. — 132 с.
- 2. Спирин Ю. Л., Грищенко В. К. Олигодиены и полиуретаны на их основе. В кн. Успехи химии полиуретанов. –Киев: Наук. думка, 1972. — С. 5-50.

### Статті
- 1. Спирин Ю. Л., Поляков Д. К., Гантмахер А. Р., Медведев С. С. Полимеризация стирола, бутадиена и изопрена, инициированная литий-этилом в разных средах.// Докл. АН СССР. — 1961. –139, № 4. — С. 899—902.
- 2. Спирин Ю. Л. Об энергии активации радикальних реакций.//Журн. физ. химии. –1962. — 36, –№ 6. –С. 1202—1204.
- 3. Спирин Ю. Л., Гантмахер А. Р., Медведев С. С. Ассоциация литийорганических соединений и ее роль в процессе полимеризации.- Докл. АН СРСР. –1962. –146, –№ 2. –С. 1232—1233.
- 4. Спирин Ю. Л. Об механизме элементарного акта электрофильных реакций.- Теорет. и экперим. химия. –1965. –Вып. 6. –С. 822—826.
- 5. Спирин Ю. Л. Количественный учет полярного эффекта в реакциях полимеризации.// Кинетика и катализ. — 1967. — 8. — С. 38-42.
- 6. Tsvetkov, V. N., Shtennikova, I. N., Ryumtsev, Y. I., Andreyeva, L. N., Getmanchuk, Y. P., Spirin, Y. L., Dryagileva, R. I. (1968). Dynamooptical and electrooptical behaviour, rigidity, and molecular conformation of polyisocyanates in solutions. Polymer Science USSR, 10(9), 2482—2497.
- 7. Спирин Ю. Л., Гетманчук Ю. П., Дрягилева Р. И. Сополимеризация изоцианатов с альдегидами, катализируемая комплексами Fe (III), Co (II), Cu (III), Sn (IV).// Высокомолекуляр. Соединения –1968. –10, № 5. — С. 378—381.
- 8. Спирин Ю. Л. Реакционная способность радикалов и молекул в радикальных реакциях.// Успехи химии.- 1969. –38. — С.1201–1222.
- 9. Спирин Ю. Л., Грищенко В. К., Кочетова Г. И., Ангелова А. В. Полярный эффект σ-заместителей в радикальной полимеризации.// Высокомолекуляр. соединения — 1973. — 15, № 1. –С. 27-29.
- 10. Chaiko, A. K., Spirin, Y. L., Magdinets, V. V., & Dryagileva, R. I. (1975). The photo-polymerization of oligo-urethane acrylates. Polymer Science USSR, 17(1), 107—112.